# Eine Faust Symphonie
Eine Faust Symphonie in drei Charakterbildern (S 108)(nach Goethe) is een symfonie met slotkoor en een tenorsolo van Franz Liszt geïnspireerd op en rond de Mephistofoles-figuur uit Goethes ’Faust’. Het werk is opgedragen aan Hector Berlioz en bestaat in twee versies.

## Liszts Faustoccupatie
Liszt bracht een grote hoeveelheid composities voort waarin hij de duivel die een rol speelt in het literaire karakter Faust laat voorkomen. Niet alleen kennen we het derde deel van de Faust-symfonie - het Mephisto-deel - maar ook het pianostuk 'Erster Mephisto-Walzer’ (later georkestreerd als ’Tanz in der Dorfschenke’ (S 110b, onderdeel van het orkestwerk ’Zwei Episoden nach Lenaus Faust’). Later - rond 1880 - componeerde Liszt nog drie Mephisto-walsen en een Mephisto-Polka voor piano. Composities als de Csárdás macabre en de Csárdás obstiné kunnen ook meegeteld worden. De ’Zweiter Mephisto-Walzer’ (S 111) voor orkest ontstond ook in 1880. Dit laatste werk is opgedragen aan Camille Saint-Saëns.
De uitvoering van de definitieve versie van de Faust-symfonie duurt ongeveer 65 à 70 minuten en de compositie heeft drie delen: 1. Faust; 2. Gretchen; 3. Mephistopheles mit Schlusschor “Alles vergängliche ist nur ein Gleichnis”. Het werk is tussen 1854 en 1857 gecomponeerd en gepubliceerd in 1861. Het bestaat in twee versies. Tot in 1880 was Liszt er toch nog niet gelukkig mee; hij voegde in dat jaar nog tien maten aan de compositie toe.

## Beschrijving

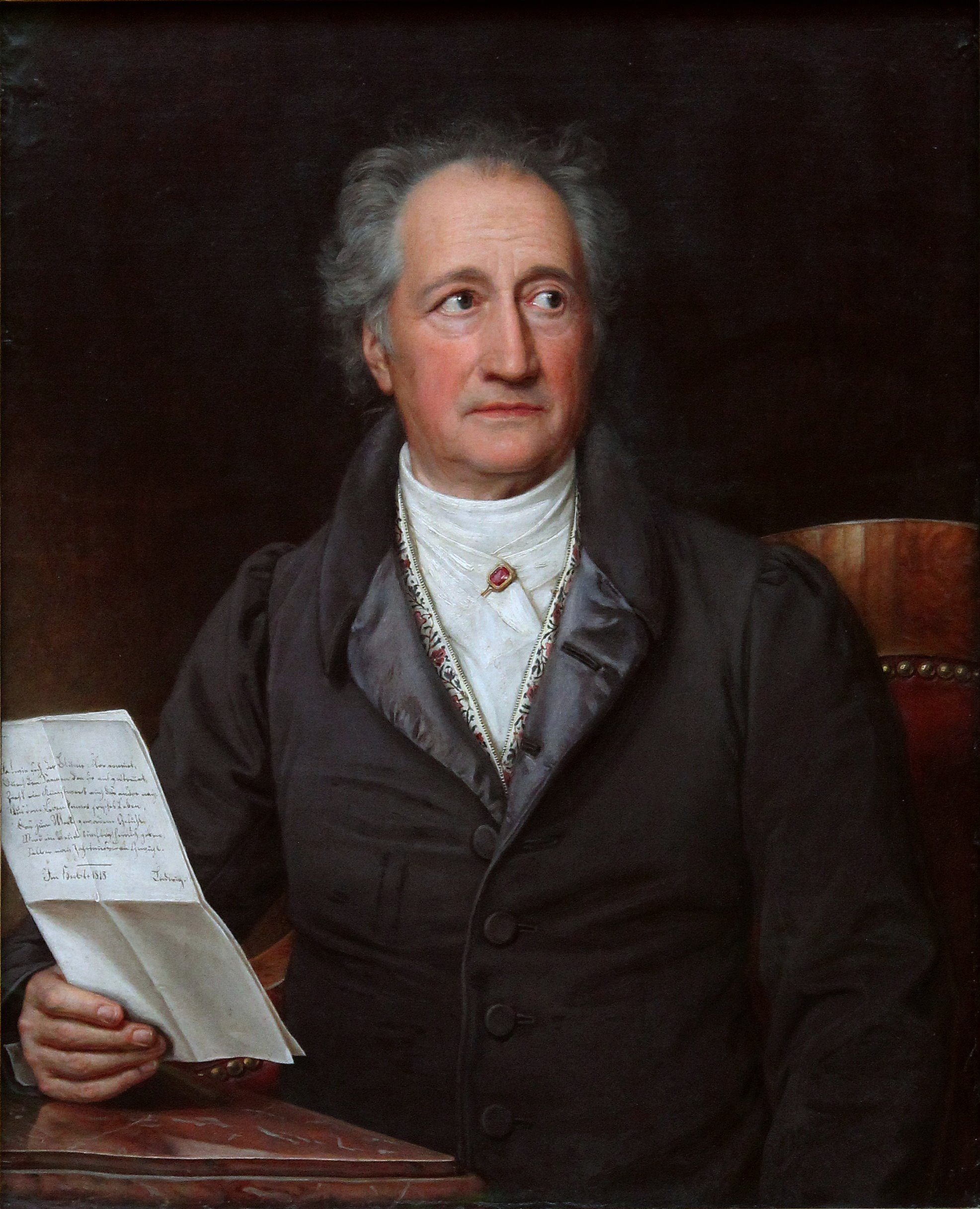
Portret van Goethe

Vermoedelijk had Liszt altijd drie boeken bij zich: de Bijbel, Dantes Goddelijke Komedie (Divina Commedia) en Goethes Faust. Deze boeken geven direct een indruk van zijn spirituele en artistieke wereld en aspiraties. Hector Berlioz vertelt in zijn memoires (Mémoires) dat hij Liszt op negentienjarige leeftijd, op 4 december 1830, vlak voor de première van zijn Symphonie fantastique op de vertaling van Goethes Faust door de Fransman Gérard de Nerval attendeerde. Liszt verslond het boek en droeg waarschijnlijk vanwege de tip de Faust-symfonie aan Berlioz op.
De mysterieuze ‘Doktor Johannes Faust’ leefde waarschijnlijk in Duitsland aan het begin van de Renaissance. Hij zou rond 1480 in Knittlingen zijn geboren en rond 1540 in Staufen zijn overleden en wordt beschreven als een avonturier, beoefenaar van zwarte kunst en een dienaar van de duivel. Tegen het einde van de 16de eeuw gedijde zijn legende in het publieke bewustzijn. Een poppenspel was de eerste kunstzinnige uiting van de Faust-legende. Het was een tragedie, in scène gezet door Christopher Marlowe, uit 1588. Sindsdien heeft ieder Europees land in iedere tijd wel kunst voortgebracht die op de Faust-legende was geïnspireerd en dit loopt tot in onze tijd door. We kunnen ook Nikolaus Lenaus Faust noemen, Louis Spohrs opera of Thomas Manns roman.
*Zie het artikel Faust voor een, niet complete, lijst van muzikale composities op het Faustiaanse thema.
De meeste Liszt-biografen zijn het er over eens dat Liszts pianostuk de Sonata in b mineur (1853) al voorbodes in zich draagt van Liszts latere Faust-werken. In deze compositie lost Liszt uiteindelijk naar tevredenheid het probleem op om in een werk in één deel een cyclische vorm gestalte te geven tegelijkertijd met het organisch laten groeien van de thema’s. Het stuk legt de basis voor al Liszts cyclische, monothematische composities (bijvoorbeeld zijn symfonische gedichten) daarna.
In een uitbarsting van creativiteit voltooide Liszt de eerste versie van de symfonie binnen twee maanden. Het was alsof al het voorbereidende denkwerk, bewust of onbewust, ineens op papier kwam. De orkestratie van het werk was in deze versie zodanig dat er geen sprake was van partijen voor het zware koper (trombones en tuba) en het slotkoor ontbrak ook. De première vond plaats op 5 september 1857 in Weimar ter ere van de onthulling van een monument voor Goethe en Schiller. De daarna volgende uitvoering was in 1861 en Liszt reviseerde de partituur in de tussentijd. Zo ontstond de tweede versie met uitgebreide partijen voor de koperblazers en de toevoeging van het slotkoor ‘Alles vergängliche ist nur ein Gleichnis’.

## De compositie
Liszt koos voor deze symfonie voor een los gebruik van de symfonische vorm vergelijkbaar met Berlioz’ Symphonie Fantastique. De strakke vorm, bijvoorbeeld de symfonieën van Beethoven, trok hem niet en zat van nature niet in hem. Ook andere symfonieën uit die tijd gingen de strakke vorm verlaten (bijvoorbeeld Mendelssohns Italiaanse en Schotse symfonieën en Schumanns Rheinische symfonie). De toevoeging bij de titel ‘in drei Charakterbildern’ maakt het ook programmamuziek. Is het werk ook te definiëren als een cyclus van drie symfonische gedichten? Maken de titels van de onderdelen van deze symfonie dat al duidelijk? Wel zijn de afzonderlijke delen weer verbonden door het thematische materiaal, maar dat deed Bedřich Smetana in zijn cyclus Má Vlast ook. Het is een lang werk, ruwweg net zo lang als Beethovens Negende Symfonie, maar dat rechtvaardigt de term symfonie niet. Liszts andere werk dat hij symfonie noemde, de Dante-symfonie, heeft twee delen en is ook programmamuziek pur sang.
- Eerste deel: Faust

De tempoaanduidingen in de partituur zijn:
- - Lento assai - Allegro impetuoso - Lento assai - Allegro agitato ed appassionato assai - Affettuoso, poco andante - Allegro con fuoco - Grandioso. Poco meno mosso - Come prima. Allegro agitato ed appassionato assai - Lento assai - Andante mesto - Allegro agitato ed appassionato molto - Affettuoso, poco andante - Maestoso - Allegro con fuoco - Andante maestoso assai.

Het eerste deel, dat Faust portretteert, is in een vrije sonatavorm gecomponeerd. Het duurt bijna 30 minuten. De uitvoerige en zich al ontwikkelende expositie in dit deel wordt gevolgd door een kort middendeel en een zeer verlengde reprise. Dus conform Liszts karakter: eigenwijs en tóch gebruikmaken van het wezen van de klassieke sonatavorm. De grondtoonsoort van de symfonie, C groot, wordt in het begin geheel vervaagd; men kan in het eerste van de vijf thema’s in dit deel het eerste dodecafonische thema dat ooit in de muziek is gecomponeerd horen: daar waar Faust als getormenteerde dromer en zoeker naar waarheid wordt neergezet. Dit thema is samengesteld uit vier arpeggio’s van zich versterkende vijfden. Er klinkt een nostalgisch thema in de hobo en aan het einde van een lange opbouw klinkt het derde thema: een impulsief en gewelddadig Allegro agitato ed appassionato dat aangevallen wordt door chromatische werking. De uitzinnige en intense melodie van hobo en klarinet met haar aflopende curve geeft de pijnlijke geneugten van de held weer. Het vijfde thema laat in zijn ritmische structuur de Faustiaanse woorden ‘Am Anfang war die Tat’ horen. Vanuit dit sterk contrasterende materiaal bouwt Liszt een stuk op met een grandioze kracht waarin men misschien ook Liszts zelfportret kan horen.
- Tweede deel: Gretchen

De tempoaanduidingen in de partituur zijn:
- - Andante soave - Andante soave tempo I

Het langzame deel, in een zacht en affectief A majeur, dat ongeveer 20 minuten duurt, portretteert Gretchen, Fausts erotische preoccupatie en verlangen. Hij kan haar krijgen door zijn ziel aan de duivel te verkopen. Na de prelude met zoetgevooisde fluiten en klarinet, klinkt in de hobo, met behulp van omlijsting door de altviool, de pure melodie die Gretchens maagdelijkheid vertoont. Er klinkt een korte dialoog tussen de klarinetten en de violen die beschrijft hoe zij de bloemblaadjes van een madeliefje een voor een aftrekt en daarbij zegt ‘hij houdt van me, hij houdt niet van me, hij…’ Ze is door Faust betoverd geraakt en daarom wordt het deel voortgezet met een verweving van de eerste melodie en een samensmelten (hoe symbolisch) tot een instrumentaal liefdesduet en eindigt met herinnering aan de muziek van het begin van het deel.
- Derde deel: Mephistopheles

De tempoaanduidingen in de partituur zijn:
- - Allegro vivace, ironico - Sempre allegro - Il tempo un poco moderato (ma poco) - Sempre allegro animato - Alle breve - Andante - Allegro - Allegro vivace.

Het derde deel van de symfonie is het bravouredeel. Het duurt ongeveer 25 minuten. De engerd Mephistopheles die alleen maar kwaad kan doen en de mensen de stuipen op het lijf jagen, kan geen eigen thema’s hebben omdat zijn hele bestaan gevoed wordt door anderen. In het geval van deze symfonie door (bewerkte) thema’s uit het eerste deel omdat hij Faust als het ware verteert. Liszt pakt één thema uit een eerder werk, de Malédiction, op en plaats dat in dit deel. In het oorspronkelijke werk draagt dit thema de aanduiding trots. Alle thematiek uit het eerste deel wordt op een duivelse manier bewerkt, door elkaar gegooid en bijtend ironisch neergezet. Hier laat Liszt de kunst van de thematische metamorfose, waar hij een grootmeester in was en die bijvoorbeeld Béla Bartók sterk beïnvloedde, tot het uiterste klinken. Dit demonische scherzo wordt aldus een recapitulatie van het eerste deel. De chromatische werking is dusdanig dat Liszt, net als Richard Wagner in Tristan en Isolde, de grenzen van de tonale muziek bereikt. Hij gaat er echter niet overheen. De overheersing van Faust bereikt haar climax in een krachtige fuga. Maar de Satan is krachteloos tegenover de onschuld van Gretchen en haar thema blijft daardoor onaangetast. Haar thema is bijna zo sterk dat zij Mephisto’s gekte uit het laatste deel drijft. Daardoor kan het slotkoor zijn intrede doen en Liszt vermijdt hier het stuk in een negatieve stemming te beëindigen, iets wat gemakkelijk had gekund. Om zijn belezenheid te tonen neemt hij de tekst uit Goethes tweede Faustdeel, de Chorus Mysticus, en brengt daarmee de symfonie tot een verlossend einde door een ode aan het ‘eeuwig vrouwelijke’ te brengen. De solotenor zingt tekst op de muziek van Gretchens liefdesmelodie. De achtste symfonie van Gustav Mahler eindigt op gelijke wijze, niet muzikaal, maar wel wat betreft opzet.